# Listă de filme franceze din 1914
Aceasta este o listă de filme franceze din 1914:
| Titlu                                | Regizor                         | Actori                                                                       | Gen                    | Note   |
| ------------------------------------ | ------------------------------- | ---------------------------------------------------------------------------- | ---------------------- | ------ |
| Le 2 août 1914                       | Max Linder                      | Max Linder, Gaby Morlay                                                      |                        |        |
| L'Affaire d'Orcival                  | Gérard Bourgeois                | Henry Roussel, Henri Gouget                                                  |                        |        |
| L'Affaire des cinq                   | Pierre Bressol                  | Pierre Bressol                                                               |                        |        |
| L'Alibi                              | Henri Pouctal                   | Damorès, Jacques Volnys                                                      | Film dramatic          |        |
| L'Ambition de Madame Cabassoul       | Gaston Ravel                    |                                                                              |                        |        |
| L'Amour passe                        | Léon Poirier                    | Catherine Fonteney, Marcel André                                             |                        |        |
| L'Anglais tel que Max le parle       | Max Linder                      | Max Linder                                                                   | Film de comedie        |        |
| L'Apprentie                          | Émile Chautard                  | Renée Sylvaire, Henri Bosc                                                   | Film dramatic          |        |
| L'Argent des pauvres                 | Jacques Roullet                 | André Dubosc                                                                 | Film dramatic          |        |
| Arsène Lupin contre Ganimard         | Michel Carré                    | Georges Tréville                                                             | Policier               |        |
| Au fond du cœur                      | René Le Somptier                | Max Dhartigny, Armand Dutertre                                               |                        |        |
| Le Bon tuyau                         | René Le Somptier                | René Kessler, Alice Tissot                                                   | Court métrage          | 313 m  |
| Bout de Zan a la gale                | Louis Feuillade                 | René Poyen, Marguerite Lavigne                                               | Film de comedie        | 120 m  |
| Bout de Zan écrit ses maximes        | Louis Feuillade                 | René Poyen                                                                   | Film de comedie        | 136 m  |
| Bout de Zan en villégiature          | Louis Feuillade                 | René Poyen                                                                   | Film de comedie        | 129 m  |
| Bout de Zan et l'Espion              | Louis Feuillade                 | René Poyen, Musidora, Suzanne Le Bret                                        | Film de comedie        |        |
| Bout de Zan et le crime au téléphone | Louis Feuillade                 | René Poyen, Renée Carl                                                       | Film de comedie        | 150 m  |
| Bout de Zan et le Père Ledru         | Louis Feuillade                 | René Poyen, Marguerite Lavigne                                               | Film de comedie        |        |
| Bout de Zan et le Ramoneur           | Louis Feuillade                 | René Poyen, Alice Tissot                                                     | Film de comedie        | 245 m  |
| Bout de Zan et le sac de noix        | Louis Feuillade                 | René Poyen                                                                   | Film de comedie        | 162 m  |
| Bout de Zan et le ver solitaire      | Louis Feuillade                 | René Poyen                                                                   | Film de comedie        | 138 m  |
| Bout de Zan pacifiste                | Louis Feuillade                 | René Poyen                                                                   | Film de comedie        | 88 m   |
| Bout de Zan pugiliste                | Louis Feuillade                 | René Poyen                                                                   | Film de comedie        |        |
| Bout de Zan vaudevilliste            | Louis Feuillade                 | René Poyen                                                                   | Film de comedie        | 166 m  |
| Bout de Zan veut s'engager           | Louis Feuillade                 | René Poyen                                                                   | Film de comedie        |        |
| La Boutiquière des Catalans          | Gaston Ravel                    | Musidora, Jean Signoret, Claude Mérelle                                      |                        | 900 m  |
| Le Calvaire                          | Louis Feuillade                 | René Navarre, Renée Carl, Musidora                                           |                        | 859 m  |
| Ces demoiselles Perrotin             | Léon Poirier                    | Alice Tissot, Gaston Michel, Gabrielle Fleury                                | Court métrage          | 546 m  |
| Le Châtiment d'un espion             | André Hugon                     |                                                                              | Court métrage          |        |
| Chef d'école                         | René Le Somptier                | Georges Melchior, Armand Dutertre                                            |                        |        |
| Le Chevalier de Maison-Rouge         | Albert Capellani                | Paul Escoffier, Marie-Louise Derval                                          | Aventure               |        |
| Le Coffret de Tolède                 | Louis Feuillade                 | Renée Carl, Suzanne Le Bret, Fernand Herrmann                                | Court métrage          | 604 m  |
| Le Corso rouge                       | Maurice Tourneur                | Henry Roussel, Georges Paulais                                               |                        | 37 min |
| Cousine                              | André Hugon                     |                                                                              | Court métrage          |        |
| La Danse héroïque                    | René Leprince, Ferdinand Zecca  | Gabrielle Robinne, René Alexandre                                            | Moyen métrage          | 31 min |
| Deux coups classiques                | André Hugon                     |                                                                              | Court métrage          |        |
| Le Diamant du sénéchal               | Louis Feuillade                 | René Navarre, Renée Carl                                                     | Court métrage          | 486 m  |
| L'Enfant de la roulotte              | Louis Feuillade                 | Renée Carl, Berthe Jalabert,, Suzanne le Bret                                | Serial                 | 5 ép.  |
| Fantômas contre Fantômas             | Louis Feuillade                 | Georges Melchior, René Navarre                                               | Aventure               |        |
| Le Faux Magistrat                    | Louis Feuillade                 | Georges Melchior, René Navarre                                               | Serial Film d'aventure | 6 ép.  |
| Les Fiancées de 1914                 | Louis Feuillade                 | Renée Carl, Fernand Herrmann,, Louise Lagrange                               | court métrage          | 22 min |
| Les Fiancés de Séville               | Louis Feuillade                 | Edmond Bréon, Renée Carl, Fernand Herrmann                                   | court métrage          | 486 m  |
| La Fille du caissier                 | René Le Somptier                | Georges Melchior, Paul Manson, Sylvette Fillacier                            | Court métrage          |        |
| Figures de cire                      | Maurice Tourneur                | Henry Roussel, Renée Sylvaire                                                | court-métrage          | 11 min |
| Le Friquet                           | Maurice Tourneur                | Pauline Polaire, André Dubosc, Henry Roussel                                 | court-métrage          | 27 min |
| Le gendarme est sans culotte         | Louis Feuillade                 | Charles Lamy, Suzanne Le Bret                                                |                        | 470 m  |
| La Gitanella                         | Louis Feuillade                 | Renée Carl, Fernand Herrmann, Suzanne Le Bret                                | court-métrage          |        |
| L'Hôtel de la gare                   | Louis Feuillade                 | Suzanne Le Bret, Marcel Lévesque                                             | Film de comedie        | 612 m  |
| L'Illustre Mâchefer                  | Louis Feuillade                 | Marcel Lévesque, Charles Lamy, Catherine Fonteney                            | court-métrage          | 745 m  |
| Le Jocond                            | Louis Feuillade                 | Madeleine Guitty, Charles Lamy, Suzanne Le Bret                              | Film de comedie        |        |
| La Jolie Bretonne                    | Ferdinand Zecca, René Leprince  | Gabrielle Robinne, Jean Dax, René Alexandre                                  | Film dramatic          |        |
| Léonce aux bains de mer              | Léonce Perret                   | Léonce Perret, Armand Dutertre, Suzanne Le Bret                              | Film de comedie        | 15 min |
| Les Lettres                          | Louis Feuillade                 | René Navarre, Renée Carl, Georges Melchior                                   |                        | 520 m  |
| La Lutte pour la vie                 | Ferdinand Zecca, René Leprince  | René Alexandre , Gabrielle Robinne                                           |                        | 69 min |
| Mademoiselle Josette, ma femme       | André Liabel                    | Renée Sylvaire, Émile Keppens                                                | Film de comedie        | 596 m  |
| Manon de Montmartre                  | Louis Feuillade                 | René Navarre, Renée Carl, Georges Melchior                                   | Serial                 | 3 ép.  |
| Max et le Mari jaloux                | Max Linder                      | Max Linder, Henri Collen                                                     | Film de comedie        | 330 m  |
| Le Monde renversé                    | René Le Somptier                | Georges Melchior, Suzanne Privat                                             | Film dramatic          |        |
| Monsieur Charlemagne                 | Léon Poirier                    | Marcelle Barry, Alice Tissot, Suzanne Champagne                              |                        |        |
| Monsieur Lecoq                       | Maurice Tourneur                | Harry Baur, Maurice de Féraudy                                               | Policier               |        |
| Mort au champ d'honneur              | Léonce Perret                   | Fabienne Fabrèges, Paul Manson                                               | Court métrage          |        |
| La Neuvaine                          | Louis Feuillade                 | Renée Carl, Fernand Herrmann                                                 |                        |        |
| Le Nid                               | Léon Poirier                    | Marcel André, Léon Arvel, Madeleine Guitty                                   |                        |        |
| Le Noël de Bout de Zan               | Louis Feuillade                 | René Poyen                                                                   | Film de comedie        |        |
| Onésime en promenade                 | Jean Durand                     | Ernest Bourbon, Gaston Modot                                                 | Film de comedie        | 190 m  |
| Onésime et le Clubman                | Jean Durand                     | Ernest Bourbon, Gaston Modot                                                 | Film de comedie        | 300 m  |
| Onésime et le Drame de famille       | Jean Durand                     | Ernest Bourbon, Gaston Modot                                                 | Film de comedie        | 169 m  |
| Onésime et le Dromadaire             | Jean Durand                     | Ernest Bourbon, Gaston Modot                                                 | Film de comedie        | 243 m  |
| Onésime et le Lâche anonyme          | Jean Durand                     | Ernest Bourbon, Gaston Modot                                                 | Film de comedie        | 278 m  |
| Onésime et le Pélican                | Jean Durand                     | Ernest Bourbon, Gaston Modot                                                 | Film de comedie        | 225 m  |
| Onésime gardien du foyer             | Jean Durand                     | Ernest Bourbon, Gaston Modot, Berthe Dagmar                                  | Film de comedie        | 180 m  |
| Onésime, si j'étais roi              | Jean Durand                     | Ernest Bourbon, Gaston Modot                                                 | Film de comedie        | 298 m  |
| Les Pâques rouges                    | Louis Feuillade                 | Renée Carl, Laurent Morléas, Georges Melchior                                | Film dramatic          | 840 m  |
| Le Parfum de la dame en noir         | Émile Chautard Maurice Tourneur | Marcel Simon, Maurice de Féraudy                                             | Policier               |        |
| La Petite Andalouse                  | Louis Feuillade                 | Renée Carl, Luitz-Morat, Fernand Herrmann                                    |                        |        |
| Le Puits mitoyen                     | Maurice Tourneur                | Henry Roussel, Renée Sylvaire                                                |                        |        |
| La Rançon de Rigadin                 | Georges Monca                   | Charles Prince, Herman Grégoire, Charles Lorrain, Yvonne Harnold             | Film de comedie        | 365 m. |
| Le Rapt                              | André Hugon                     |                                                                              | Court métrage          |        |
| La Reine Margot                      | Henri Desfontaines              | Léontine Massart, Pierre Magnier                                             | Film dramatic          |        |
| La Rencontre                         | Louis Feuillade                 | Renée Carl, Paul Manson, Marie-Louise Iribe                                  | Film dramatic          | 523 m  |
| Les Résolutions de Bout de Zan       | Louis Feuillade                 | René Poyen                                                                   | Film de comedie        | 82 m   |
| Rigadin candidat député              | Georges Monca                   | Charles Prince                                                               | Film de comedie        | 275 m. |
| Rigadin et la Caissière              | Georges Monca                   | Charles Prince, Mademoiselle Langis, Fernand Rivers                          | Film de comedie        | 255 m. |
| Rigadin et la Fourmilière            | Georges Monca                   | Charles Prince                                                               | Film de comedie        | 220 m. |
| Rigadin reçoit deux jeunes mariés    | Georges Monca                   | Charles Prince, Armand Lurville, Gabrielle Lange                             | Film de comedie        | 305 m. |
| Rigadin tireur masqué                | Georges Monca                   | Charles Prince                                                               | Film de comedie        | 210 m. |
| Rigadin victime de l'amour           | Georges Monca                   | Charles Prince, Yvonne Harnold, André Simon, Fernand Rivers, Charles Lorrain | Film de comedie        | 270 m. |
| Sherlock Holmes roulé par Rigadin    | Georges Monca                   | Charles Prince, André Simon, Charles Lorrain, Henri Collen                   | Film de comedie        | 215 m. |
| Les Sept Suffragettes de Saint-Lolo  | Henri Fescourt                  | Nollot, Alice Tissot, Berthe Dagmar                                          |                        | 179 m  |
| Severo Torelli                       | Louis Feuillade                 | Renée Carl, Musidora, Fernand Herrmann                                       |                        |        |
| Les Somnambules                      | Louis Feuillade                 | Marcel Lévesque, Charles Lamy, Suzanne Le Bret                               |                        | 884 m  |
| Son Excellence                       | Léonce Perret                   | Léonce Perret, Charles Lamy, Ernest Bourbon                                  | Court métrage          | 897 m  |
| Tu n'épouseras jamais un avocat      | Louis Feuillade                 | Marcel Lévesque, Musidora, Louis Leubas                                      | Court métrage          | 666 m  |
| Le Vœu d'Onésime                     | Jean Durand                     | Ernest Bourbon, Gaston Modot                                                 | Film de comedie        | 252 m  |
| La Voix de la patrie                 | Léonce Perret                   | Léonce Perret, Louis Leubas, Gaston Séverin                                  | Film dramatic          |        |